# Parafia Wniebowzięcia Najświętszej Maryi Panny w Kazimierzy Małej
Parafia Wniebowzięcia Najświętszej Maryi Panny w Kazimierzy Małej – parafia rzymskokatolicka, znajdująca się w diecezji kieleckiej, w dekanacie kazimierskim.